# Шумбут
Шумбут (тат. Шомбыт) — река в Рыбно-Слободском районе Республики Татарстан (Россия), правый приток Камы (впадает в Куйбышевское водохранилище). Является памятником природы регионального значения.

## Описание
Длина реки составляет 44 км; площадь водосбора — 458 км². Протекает в южном направлении по плоской равнине, полого наклонённой в сторону Камы. Лесистость водосбора 24 %. Долина асимметрична, в нижнем течении сливается с широкой террасированной долиной Камы. Русло извилистое, неразветвлённое, в нижнем течении подвержено влиянию подпора Кубышевского водохранилища.
Имеет 15 притоков, 2 из которых длиной более 10 км. Густота речной сети в бассейне составляет 0,33 км/км². Река маловодна, зарегулирована; по её руслу расположены 2 пруда суммарным объемом 1,8 млн. м³. Питание смешанное, преимущественно снеговое (до 82 %).
Гидрологический режим реки характеризуется высоким половодьем и очень низкой продолжительной меженью. Распределение стока в течение года неравномерное. При среднем слое годового стока 116 мм, 95 мм приходится на период весеннего половодья, продолжительность которого составляет порядка 27 дней. Межень устойчивая, низкая (0,29 м³/с). Модули подземного питания 1,0—10,0 л/(с⋅км²). Для зимнего периода характерен продолжительный (около 150 дней) устойчивый ледостав.
Вода в реке сульфатно-гидрокарбонатно-кальциевая, умеренно жёсткая весной (3,0—6,0 мг-экв/л) и жёсткая (6,0-9,0 мг-экв/л) в межень, средней минерализации в половодье (200—300 мг/л) и повышенной (700—1000 мг/л) — в межень. Самоочищение уравновешенное.

## Использование
Река Шумбут имеет большое хозяйственное значение для региона. Её вода используется предприятиями сельского хозяйства, в которых имеются животноводческие фермы, летние лагеря КРС и молодняка, скотомогильники, кладбища, склады минеральных удобрений и ядохимикатов (в том числе и в водоохранной зоне). Среди водопользователей бассейна имеется промышленное предприятие Шумбутский спиртзавод, которое сбрасывает свои сточные воды непосредственно в реку.
Вдоль русла реки расположены населённые пункты (от истока к устью): Верхний Машляк, Большой Машляк, Бикчураево, Мамли-Козяково-Челны, Тябердино-Челны, Кутлу-Букаш, Сатлыган, Биектау, Шумбут, Шестая Речка, Камский.

## Охрана
Постановлением Совета Министров Республики Татарстан от 10 января 1978 г. № 25 долина реки Шумбут была объявлена памятником природы регионального значения, подлежащим особой охране